# Касьян Іван Якович
Касья́н Іван Якович (*12 вересня 1920, смт Улянівка — 22 вересня 1954, смт Улянівка) — радянський військовик, рядовий, Герой Радянського Союзу, в роки другої світової війни стрілець стрілецького полку 167-ї стрілецької дивізії 38-ї армії 1-го Українського фронту.

## Біографія
Народився Іван 12 вересня 1920 року у селі Улянівка Сумського повіту. Отримав початкову освіту, після чого працював у сільському господарстві. 

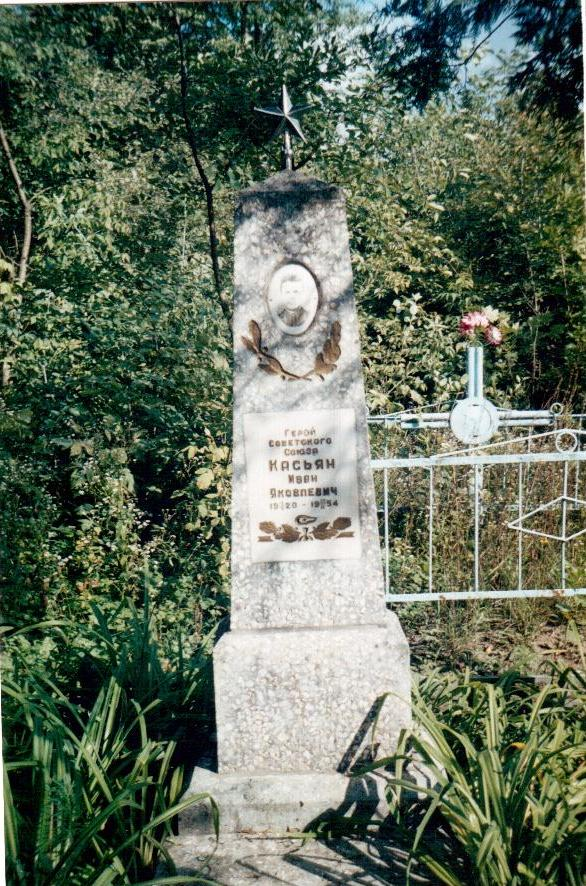
Могила Івана Касьяна.

На початку другої світової війни опинився в окупації, а після звільнення села у вересні 1943 року вступив до лав Червоної армії. 3 листопада 1943 року під час боїв за Пуща-Водицю особисто знищив декілька німецьких вогневих точок, за що 10 січня 1944 був нагороджений орденом Леніна, медаллю «Золота Зірка» та удостоєний звання Героя Радянського Союзу. Нагороди він так і не отримав, і лише 1967 року вони були вручені його родичам. Після війни повернувся у рідне село, де працював в місцевому колгоспі.
Помер 22 вересня 1954 року. На честь Івана Касьяна у рідному селищі була названа одна з вулиць. Похований на цвинтарі смт Ульянівки.